# Darko Matić
Darko Matić (26. rujna 1980.) je bosanskohercegovački nogometaš.
Igrao je u Tijanjinu s Juricom Vučkom.